# Limnonectes nitidus
Limnonectes nitidus es una especie de anfibio anuro de la familia Dicroglossidae.

## Distribución geográfica
Es endémica de Malasia Peninsular.